# 回家 (王傑EP)
《回家》為臺灣歌手王傑的首張個人單曲，亦是台灣史上首張以單曲型態出版的專輯，發行於1992年10月10日，由飛碟唱片公司發行，唱片編號：UFO-92261。

## 專輯簡介
專輯由王傑、陳大力共同製作，彭國華監製，為飛碟唱片開發單曲CD市場的試金石，亦是台灣首張單曲唱片，專輯在訂購期間便已突破10萬張，配合伯朗咖啡廣告的強力放送，發行後銷售更是達25萬張，也以單曲CD在金曲龍虎榜上創下不錯的成績（進榜8週）。

## 曲目
| 曲序 | 曲名      | 曲            | 詞         | 編曲     | 附註                 |
| 01   | 回家      | 陳大力 陳秀男 | 劉虞瑞     | Ricky Ho | 1992年伯朗咖啡廣告曲 |
| 02   | Desperado | Don Henley    | Glenn Frey | Ricky Ho |                      |
| 03   | 回家      | 陳大力 陳秀男 | 劉虞瑞     | Ricky Ho | 伴唱版               |

## 其他
王傑曾於1993年中國大陸中央電視台春晚與台灣連線直播中演唱此歌，也是王傑於90年代少數曝光於中國大陸電視節目中，因此時至今日還有不少網友希望王傑能再度上春晚演唱「回家」。

## 獎項與提名
| 奖项           | 提名 | 结果 |
| -------------- | ---- | ---- |
| 最佳年度歌曲獎 | 回家 | 提名 |

## 唱片版本
- 錄音帶版
- CD版

## 音樂錄影帶
- 回家（页面存档备份，存于）